# Allocosa kazibana
Allocosa kazibana este o specie de păianjeni din genul Allocosa, familia Lycosidae, descrisă de Roewer, 1959. Conform Catalogue of Life specia Allocosa kazibana nu are subspecii cunoscute.